# 海绵盘虫
海绵盘虫（学名：Spongodiscus resurgens）为海绵盘虫科海绵盘虫属的动物。分布于太平洋、大西洋、地中海，包括南海等海域。